# معركة فيضة السر
معركة فيضة السر هي معركة حدثت في 1904 بين قوات إمارة جبل شمر بقيادة حسين بن جراد وبين قوات إمارة نجد بقيادة عبد العزيز بن عبد الرحمن بن فيصل آل سعود
انتهت المعركة بانتصار ابن سعود وقتل قائد جيش ابن رشيد حسين بن جراد.

## ماقبل المعركة
كانت وقعة الردامي 1320 هجري بداية المعارك بين طلحة الروقة من عتيبه وبين الأمير عبدالعزيز بن رشيد حاكم حائل مقاومة لحكمه وبداية اصطفافهم وموالاتهم للملك عبدالعزيز ال سعود، وبعد هذه المعركة وقعت وقعة فيضة السر حيث ارسل الملك عبدالعزيز ال سعود شيوخ عتيبة المعارضين لابن رشيد، يطلب منهم الانضمام اليه لغزو حسين بن جراد قائد حامية ابن رشيد في فيضة السر.

### حشد قوات الملك عبد العزيز
فانظمت قسمين من قبيلة عتيبه وهم الحناتيش وذوي صقر من الحفاة وروساءهم ضيف الله بن غازي بن محيا وكما من ابزر فرسانهم مجلاد الدهينه ووديد الجلاوي وقبيلة سبيع ومن ابرزهم الفارس ماجد بن مرعيد ومن معه من أهل العارض وال سليم امراء عنيزة وابا الخيل امراء بريدة

## احداث المعركة
ولما كان 19 من شهر ذو القعدة من عام 1321 خرج عبدالعزيز ال سعود من الرياض ومن معه من جيشه المكون من قبيلة سبيع ومن أهل العارض نحو 500 رجلا وجردوا معه عربان عتيبة وتوجه إلى الوشم فلما وصل إلى شقراء وبها اذ ذاك آل سليم أهل عنيزة وأبا الخيل أهل بريدة واتباعهم نحو 250 رجلا خرجوا معه وتوجهوا إلى السر وعدوا على حسين بن جراد وهم انذاك بالقرب من فيضة السر فصبحوهم واخذوهم وقتلوا اكثرهم وشارك الجميع في المعركة التي انتصر بها الملك عبدالعزيز ال سعود واستطاع ان يقتل حسين بن جراد أحد قادة ابن رشيد المهمين وذلك شهر ذي القعدة من سنه 1321

## نتائج المعركة
وكان هذا الانتصار في هذه المعركة بوابة لدخول عنيزة وبريدة فيما بعد وكان ذلك تمهيدا لمعركة البكيريه والشنانه وضم القصيم تحت حكم الملك عبدالعزيز ال سعود ومصرع حسين بن جراد قائد حامية ابن رشيد